# Талеб, Брахим
Брахим Талеб (араб. ابراهيم طالب‎; род. 16 февраля 1985, Рабат) — марокканский легкоатлет, специалист по стипль-чезу. Выступал за сборную Марокко по лёгкой атлетике в 2000-х и 2010-х годах, победитель и призёр ряда крупных международных стартов, двукратный чемпион Марокко, участник двух летних Олимпийских игр.

## Биография
Брахим Талеб родился 16 февраля 1985 года в городе Рабат, Марокко.
Впервые заявил о себе в лёгкой атлетике на международном уровне в сезоне 2001 года, когда вошёл в состав марокканской сборной и выступил на юношеском мировом первенстве в Дебрецене, где в зачёте бега на 2000 метров с препятствиями стал пятым.
В 2002 году принял участие в чемпионате мира по кроссу в Дублине, в забеге юниоров занял 28-е место.
В 2006 году в беге на 3000 метров с препятствиями финишировал четвёртым на чемпионате Африки в Бамбусе.
В июле 2007 года на международном турнире в бельгийском Хёсден-Золдере стал серебряным призёром и установил свой личный рекорд в 3000-метровом стипль-чезе — 8:07.02. Стартовал на чемпионате мира в Осаке.
На чемпионате Африки 2008 года в Аддис-Абебе сошёл с дистанции. Благодаря череде успешных выступлений удостоился права защищать честь страны на летних Олимпийских играх в Пекине — на предварительном квалификационном этапе стипль-чеза показал время 8:23.09, чего оказалось недостаточно для выхода в финал.
В 2010 году среди прочего взял бронзу на Мемориале братьев Знаменских в Жуковском, превзошёл всех соперников на международном турнире Moscow Open.
Выполнив олимпийский квалификационный норматив (8:23.10), благополучно прошёл отбор на Олимпийские игры в Лондоне — в финале бега на 3000 метров с препятствиями показал результат 8:32.40, расположившись в итоговом протоколе соревнований на 11-й строке.
В 2015 году стал серебряным призёром на арабском чемпионате в Бахрейне, финишировал седьмым на чемпионате мира в Пекине.